# تايب (أمر يونكس)
في أنظمة التشغيل يونكس و شبيه يونكس ، type هو أمر يصف كيف سيتم تفسير حججها إذا ما استخدمت أسماء الأوامر.

## أمثلة
```
$ 
type
 
test

test is a shell builtin

$ 
type
 
cp

cp is /bin/cp

$ 
type
 
unknown

unknown not found

$ 
type
 
type

type is a shell builtin

```

## التاريخ
type أمر تم تقديمه في الإصدار نظام يونكس الخامس) في عام 1984 ،  ولا يزال يتم تضمينه في العديد من الأصداف الأخرى المتوافقة مع POSIX مثل باش (يونكس) . ومع ذلك، type ليس جزءًا من معيار بوزيكس . 
```
command -V name

```